# Zjednoczenie Stronnictw Niepodległościowych
Zjednoczenie Stronnictw Niepodległościowych zaboru rosyjskiego – porozumienie partii o orientacji antyrosyjskiej, działających na terenie Królestwa Polskiego okupowanego przez państwa centralne, powołane na zjeździe w Łodzi 1 czerwca 1915 roku. W zjeździe wzięli udział przedstawiciele: Konfederacji Narodowej Polskiej, PPS, ZCh i Związku Państwowości Polskiej.
W czerwcu 1915 roku kierownictwo ZSN opublikowało Zasady Organizacyjne Komitetów Narodowych, zakładając, że komitety takie powstaną w każdej miejscowości. Miały się one składać z przedstawicieli wyznaczonych dla każdej miejscowości przez stronnictwa i grupy niepodległościowe w danej miejscowości.